# Brandon Mebane
Brandon Mebane (Los Angeles, 15 gennaio 1985) è un ex giocatore di football americano statunitense che ha militato nel ruolo di defensive tackle nella National Football League. Fu scelto nel corso del terzo giro del Draft 2007 dai Seattle Seahawks. Al college ha giocato a football all'Università della California.

## Carriera universitaria
Mebane giocò quattro anni con i Golden Bears dell'Università della California, facendo registrare 109 tackle, 14,5 sack, un fumble forzato e uno recuperato.

## Carriera professionistica

### Seattle Seahawks
Mebane fu selezionato dai Seattle Seahawks nel corso del terzo giro, 85º assoluto, del Draft NFL 2007 ed il 24 luglio firmò un contratto quadriennale. Brandon compì il suo primo sack in carriera il 23 settembre 2007 contro i Cincinnati Bengals. Nella sua stagione da rookie giocò da titolare tutte e 16 le partite, facendo registrare 29 tackle e 2 sack.

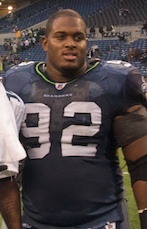
Mebane nel 2008

Il 2008 fu una stagione promettere per Mebane che giocò nuovamente tutte e 16 le partite con 39 tackle, 5,5 sack e 2 fumble forzati. Con la partenza di Rocky Bernard, Mebane rispettò le attese avendo un grande impatto nella stagione 2009 dei Seahawks, in cui partì da titolare in 15 partite con 49 tackle ed 1,5 sack. Nella partita del 27 dicembre 2009, registrò il suo record in carriera di tackle (6) contro i Green Bay Packers.
Nella stagione 2010, Mebane partì come titolare nelle prime quattro partite ma soffrì un infortunio al polpaccio che lo costrinse a saltare le successive 4 partite. Nelle prime 4 gare aveva compiuto 8 tackle ed 1 sack. Chiuse la stagione con 31 tackle combinati ed 1 sack.
Mebane tornò a giocare da titolare tutte le partite della stagione 2011, dove registrò il suo record di tackle con 56 e nessun sack.
Nella settimana 3 della stagione 2012 i Seahawks vinsero in casa contro i Green Bay Packers per 14-12 con Mebane che giocò una grande gara mettendo a segno due sack su Aaron Rodgers. La sua stagione si concluse giocando come titolare tutte le 16 partite facendo registrare 56 tackle e 3 sack.
Nel 2013, Mebane disputò per la terza stagione consecutiva tutte le 16 gare come titolare, mettendo a segno 45 tackle. I Seahawks terminarono col miglior record della NFC, 13-3, e nei playoff batterono New Orleans Saints e San Francisco 49ers, qualificandosi per il secondo Super Bowl della loro storia. Il 2 febbraio 2014, nel Super Bowl XLVIII contro i Denver Broncos, Seattle dominò dall'inizio alla fine della partita, vincendo per 43-8. Brandon si laureò campione NFL mettendo a segno 3 tackle in una gara in cui la difesa di Seattle annullò l'attacco dei Broncos che nella stagione regolare aveva stabilito il record NFL per il maggior numero di punti segnati.
Il 9 novembre 2014, nella gara contro i New York Giants, Mebane si infortunò nel secondo quarto, venendo costretto ad uscire dal campo per quella che si rivelò la rottura del tendine del ginocchio, che lo costrinse a perdere tutto il resto della stagione.
Mebane tornò in campo nella stagione 2015 disputando 15 gare, tutte come titolare, con 24 tackle e 1,5 sack, con Seattle che terminò con la miglior difesa della lega per il quarto anno consecutivo.

### San Diego Chargers
Il 9 marzo 2016, Mebane firmò un contratto triennale con i San Diego Chargers. Vi giocò le ultime tre stagioni della carriera dopo di che annunciò il ritiro il 20 novembre 2020.

## Palmarès

### Franchigia
- Super Bowl : 1

Seattle Seahawks: Super Bowl XLVIII
- National Football Conference Championship: 2

Seattle Seahawks: 2013, 2014

### Individuale
- 50 migliori giocatori del 50º anniversario dei Seahawks